# Zutkerque
Zutkerque (Zuutkerke/Zuidkerke en néerlandais) est une commune française située dans le département du Pas-de-Calais en région Hauts-de-France.
Zutkerque appartient à l'ancien pays de Bredenarde.

## Géographie

### Localisation
Localisée dans le nord-est du département du Pas-de-Calais, Zutkerque est une commune située, à vol d'oiseau, à 3 km au sud de la commune d'Audruicq, dont elle est limitrophe, à 15 km des plages de la mer du Nord et à 19 km au sud-est de la commune de Calais (aire d'attraction et chef-lieu d'arrondissement).
Le territoire de la commune est limitrophe de ceux de huit communes.
Les communes limitrophes sont Nortkerque, Tournehem-sur-la-Hem, Audruicq, Louches, Nielles-lès-Ardres, Polincove, Recques-sur-Hem et Zouafques.

### Géologie et relief
La superficie de la commune est de 16,41 km2 ; son altitude varie de 3  à   55 mètres.

### Hydrographie
Le territoire de la commune est situé dans le bassin Artois-Picardie.
La commune est traversée par :
- la rivière de Nielles, un cours d'eau naturel non navigable de 7,8 km, qui prend sa source dans la commune de Louches et qui se jette dans le canal de Calais au niveau de la commune d'Ardres[5] ;

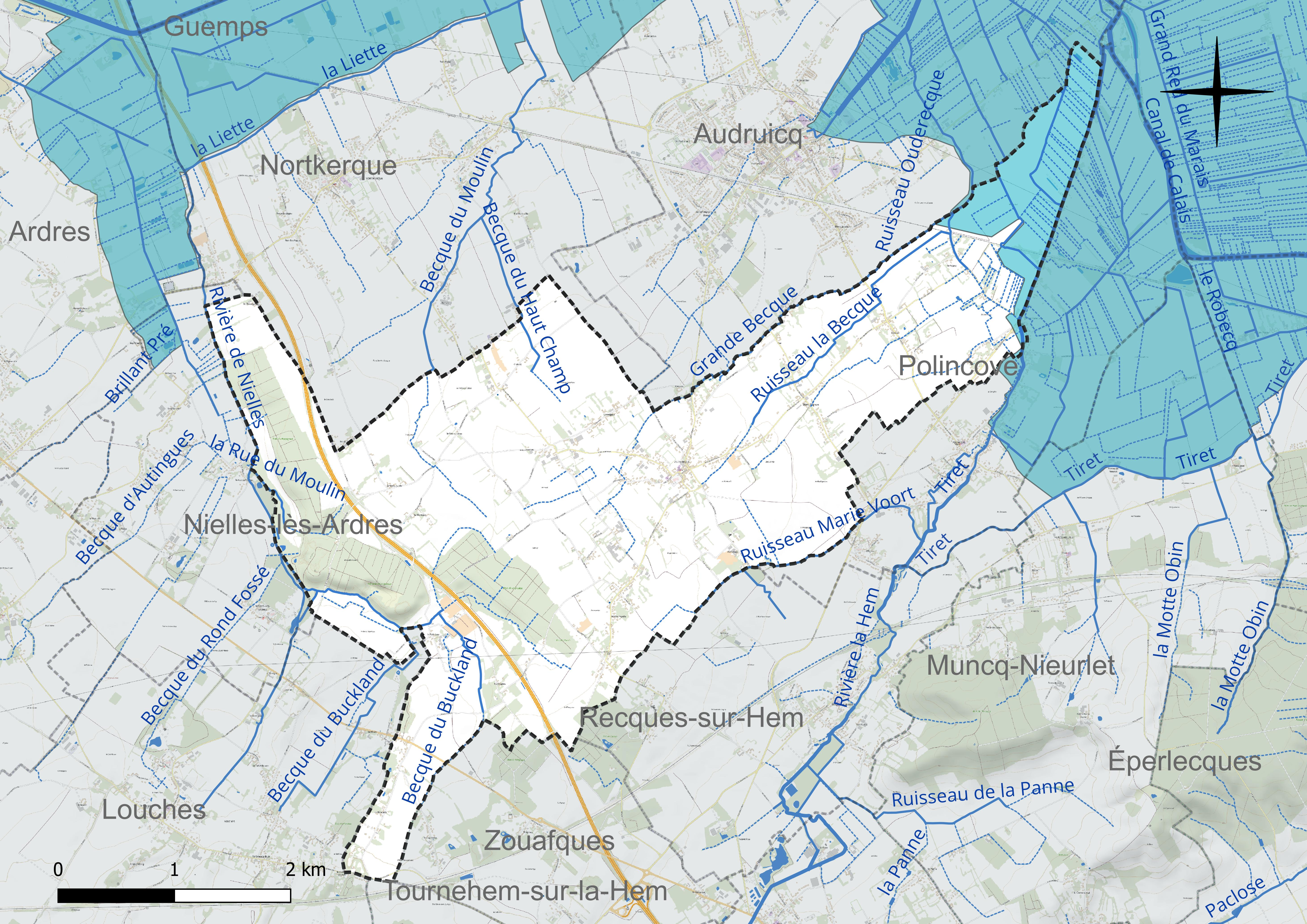
Réseau hydrographique de Zutkerque.

- la grande Becque, d'une longueur de 2,85 km, qui prend sa source dans la commune et se jette dans le ruisseau Ouderecque au niveau de la commune[6] ;
- le ruisseau Ouderecque, d'une longueur de 2,42 km, qui prend sa source dans la commune et se jette dans la Rivièrette au niveau de la commune d'Audruicq[7] ;

### Climat
Pour des articles plus généraux, voir Climat des Hauts-de-France et Climat du Nord-Pas-de-Calais.
En 2010, le climat de la commune est de type climat océanique franc, selon une étude du CNRS s'appuyant sur une série de données couvrant la période 1971-2000. En 2020, Météo-France publie une typologie des climats de la France métropolitaine dans laquelle la commune est exposée à un climat océanique et est dans la région climatique Côtes de la Manche orientale, caractérisée par un faible ensoleillement (1 550 h/an) ; forte humidité de l’air (plus de 20 h/jour avec humidité relative > 80 % en hiver), vents forts fréquents.
Pour la période 1971-2000, la température annuelle moyenne est de 10,5 °C, avec une amplitude thermique annuelle de 13,3 °C. Le cumul annuel moyen de précipitations est de 832 mm, avec 12,4 jours de précipitations en janvier et 8 jours en juillet. Pour la période 1991-2020, la température moyenne annuelle observée sur la station météorologique la plus proche, située sur la commune de Watten à 10 km à vol d'oiseau, est de 11,3 °C et le cumul annuel moyen de précipitations est de 822,8 mm,. Pour l'avenir, les paramètres climatiques de la commune estimés pour 2050 selon différents scénarios d'émission de gaz à effet de serre sont consultables sur un site dédié publié par Météo-France en novembre 2022.

### Paysages
Pour un article plus général, voir Paysage en France.
La commune s'inscrit dans les « paysages des coteaux calaisiens et du pays de Licques » tels qu'ils sont définis dans l'atlas de paysages de la région Nord-Pas-de-Calais, conçu par la direction régionale de l'Environnement, de l'Aménagement et du Logement (DREAL),.
Ces « paysages des coteaux calaisiens et du pays de Licques » concernent 56 communes du Pas-de-Calais. Ces paysages s'étendent sur environ 30 km de long (est-ouest) et 15 km de large (nord-sud) et présentent deux sous-ensembles : les coteaux calaisiens au nord et le pays de Licques au sud. Les altitudes de ces paysages varient de 206 m dans le Pays de Licques, à 120 m dans l’ouest des coteaux Calaisiens, près de Guînes, et à 10 m dans l'est, près d'Audruicq.
Ces paysages recouvrent trois entités écopaysagères : les collines guînoises qui constituent le rebord septentrional de l'Artois, l'entité de Bredenarde qui appartient à la plaine maritime flamande, et la cuvette de Licques. Ils sont constitués de 59,70 % de cultures, de 17,30 % de forêts, de 15,11 % de prairies naturelles, permanentes, de 7,45 % d'espaces artificialisés, avec les quatre principales communes que sont Audruicq, Ardres, Guînes et Licques, de 0,27 % d'industries, et de 0,18 % de cours d'eau et plan d'eau.
Les éléments structurants de ces paysages sont la LGV Nord et l'A26, la rivière la Hem qui coule du sud vers le nord-est, les escarpements sur les coteaux du Calaisis et autour du pays de Licques et, d'ouest en est, les différents boisements comme la forêt de Guînes, le bois de l'Abbaye, la forêt de Tournehem et une partie de la forêt d'Éperlecques.

### Milieux naturels et biodiversité

#### Zones naturelles d'intérêt écologique, faunistique et floristique
L’inventaire des zones naturelles d'intérêt écologique, faunistique et floristique (ZNIEFF) a pour objectif de réaliser une couverture des zones les plus intéressantes sur le plan écologique, essentiellement dans la perspective d’améliorer la connaissance du patrimoine naturel national et de fournir aux différents décideurs un outil d’aide à la prise en compte de l’environnement dans l’aménagement du territoire.
Le territoire communal comprend deux ZNIEFF de type 2 : 
- la boutonnière de pays de Licques. Cette ZNIEFF, de 17 830 hectares, s'étend sur 43 communes[16] ;
- la plaine maritime flamande entre Watten, Loon-Plage et Oye-Plage, d’une superficie de 19 150 hectares et d'une altitude variant de 0  à   8 mètres. La plaine maritime flamande est composé d’habitats naturels, semi-naturels et artificiels qui ont conservé une réelle valeur biologique, tant floristique que faunistique[17].

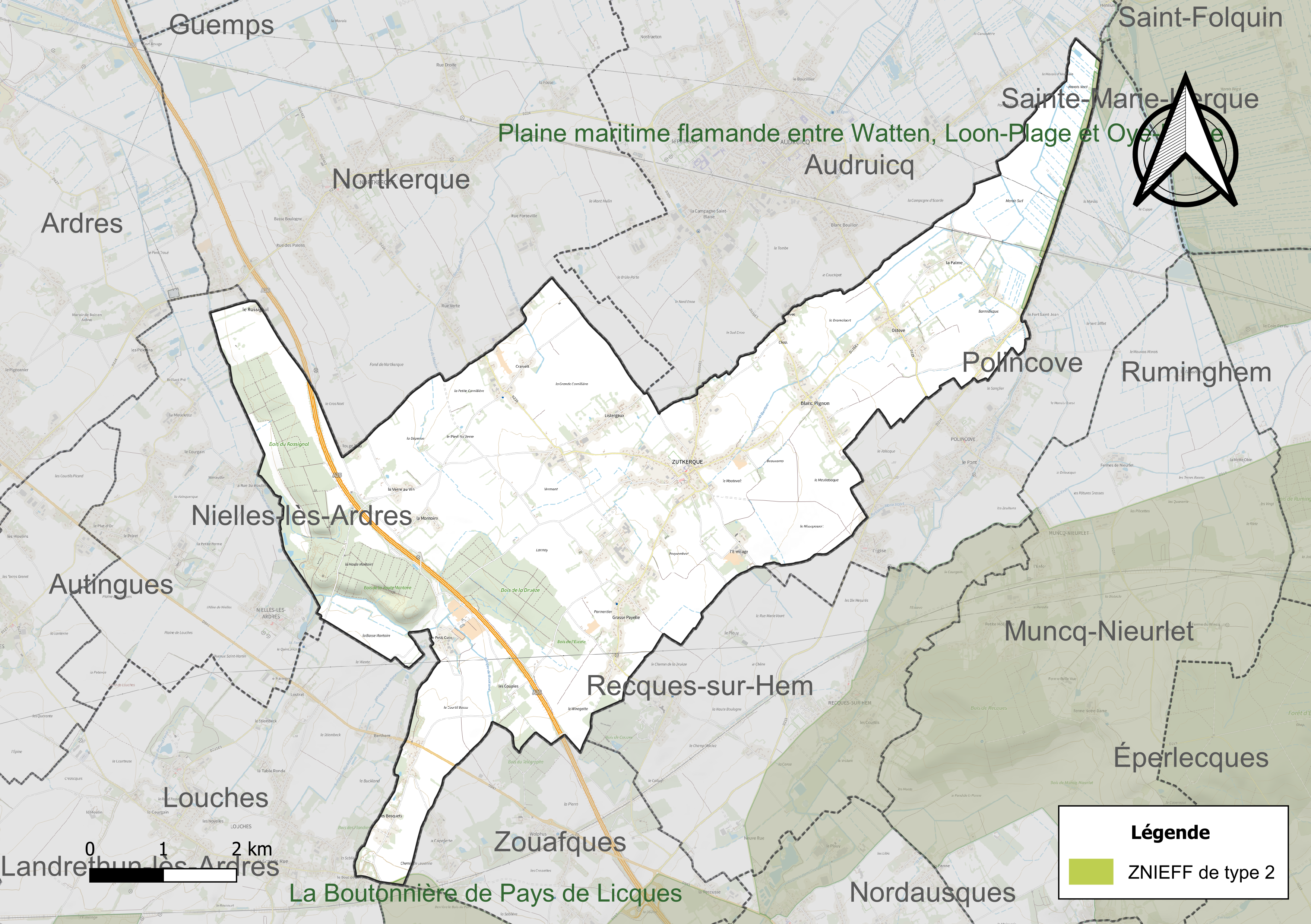
Carte de la ZNIEFF sur la commune.

## Urbanisme

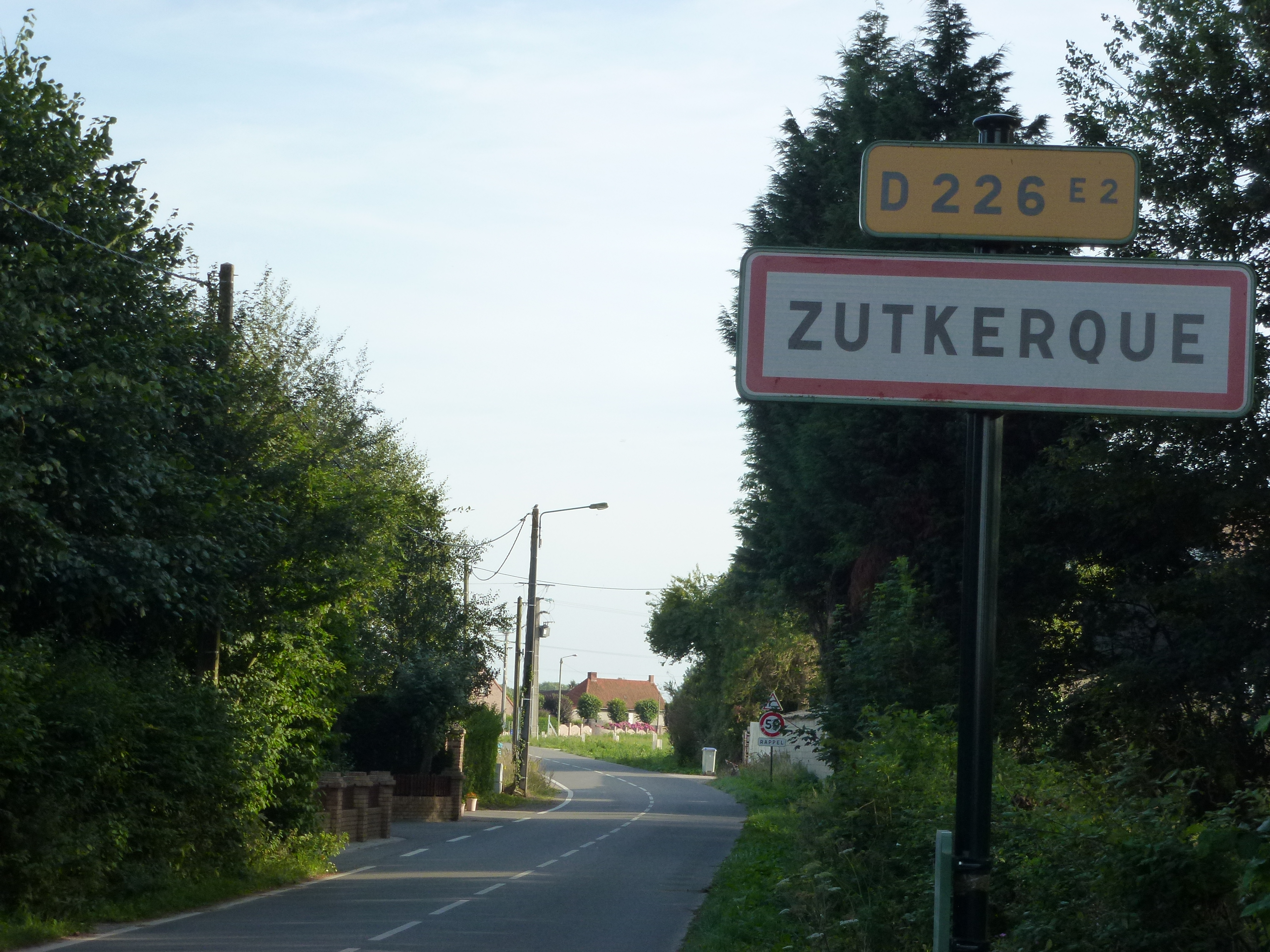
Panneau d'entrée de la commune.

### Typologie
Au 1er janvier 2024, Zutkerque est catégorisée commune rurale à habitat dispersé, selon la nouvelle grille communale de densité à sept niveaux définie par l'Insee en 2022.
Elle appartient à l'unité urbaine d'Audruicq, une agglomération intra-départementale regroupant quatre  communes, dont elle est une commune de la banlieue,,. Par ailleurs la commune fait partie de l'aire d'attraction de Calais, dont elle est une commune de la couronne,. Cette aire, qui regroupe 45 communes, est catégorisée dans les aires de 50 000 à moins de 200 000 habitants,.

### Occupation des sols
L'occupation des sols de la commune, telle qu'elle ressort de la base de données européenne d’occupation biophysique des sols Corine Land Cover (CLC), est marquée par l'importance des territoires agricoles (85,3 % en 2018), une proportion sensiblement équivalente à celle de 1990 (85,7 %). La répartition détaillée en 2018 est la suivante : 
terres arables (71,8 %), zones agricoles hétérogènes (12,9 %), forêts (11,4 %), zones urbanisées (3,3 %), prairies (0,6 %). L'évolution de l’occupation des sols de la commune et de ses infrastructures peut être observée sur les différentes représentations cartographiques du territoire : la carte de Cassini (XVIIIe siècle), la carte d'état-major (1820-1866) et les cartes ou photos aériennes de l'IGN pour la période actuelle (1950 à aujourd'hui).

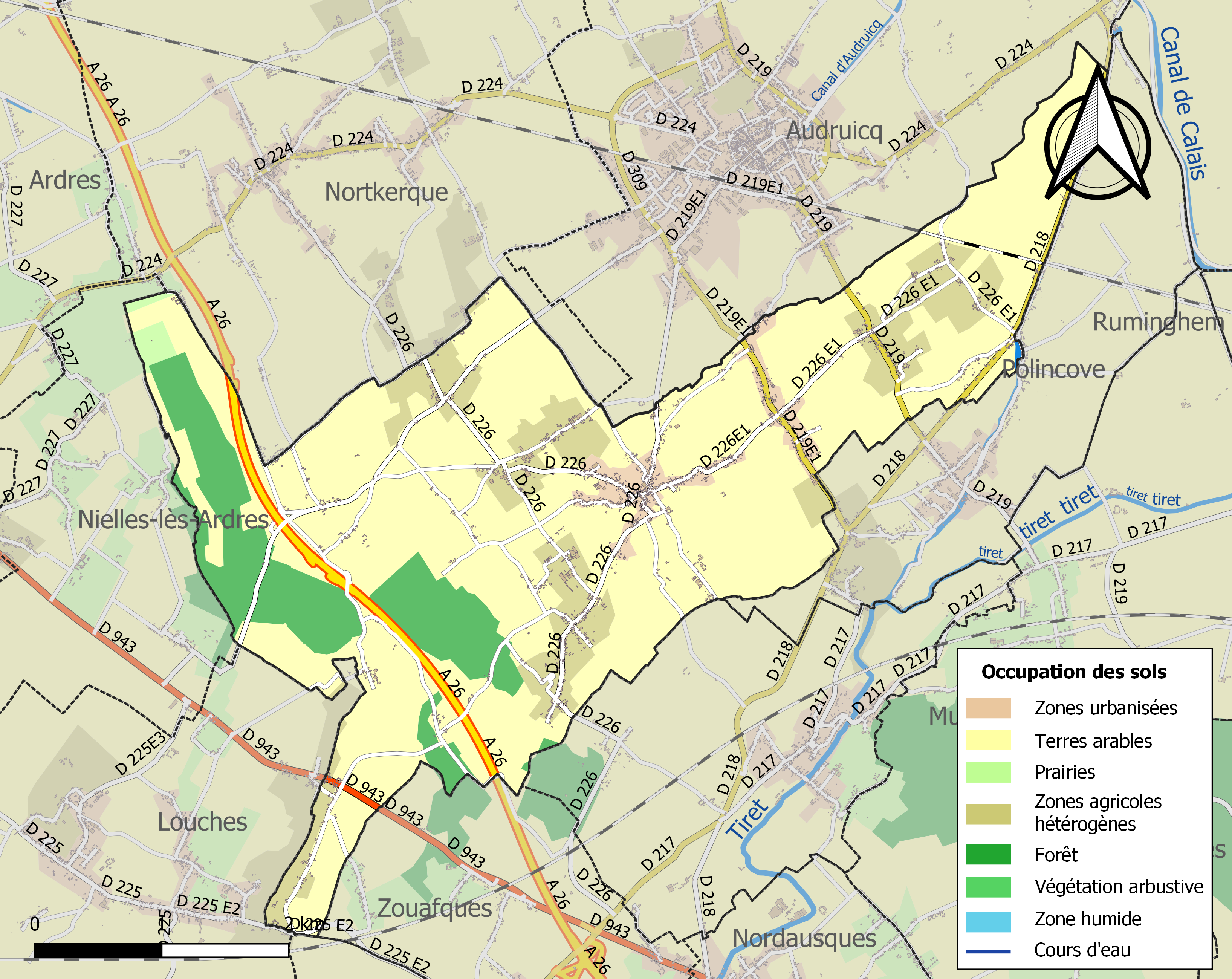
Carte des infrastructures et de l'occupation des sols de la commune en 2018 (CLC).

### Risques naturels et technologiques

#### Risque inondation
À la suite du passage des tempêtes Ciarán, Domingos et Elisa et des inondations et coulées de boue qui se sont produites, la commune est reconnue, par arrêté du 14 novembre 2023, en état de catastrophe naturelle pour inondations et coulées de boue sur la période du 2 au 12 novembre 2023, comme 179 autres communes du département.

## Toponymie
Le nom de la localité est attesté sous les formes Zuitkerka (1088-1099) ; Suthekerke (vers 1119) ; Suthguerca (vers 1122) ; Zukerka (1119-1124) ; Sudkerka (1159) ; Sutkercka (1182) ; Zuutkerkes (1185) ; Zuutkerka (1220) ; Suckerka (1223) ; Sudkarke (1285) ; Zugherke (1295) ; Sutkerkæ (XIIIe siècle) ; Sukerke (1308) ; Suquerque (1311) ; Surkerke (1322) ; Sutkerke (1332) ; Sucquerke (1333) ; Sukerka (1358) ; Zunequerke (1375) ; Zutkerke (1422) ; Zutquerque (1480) ; Zutkerkæ (vers 1512) ; Zoutkerke (1559) ; Zud-Kercke (1559) ; Zukerche (1560) ; Sutquerque (1694) ; Zudquerque (1720) ; Zudkerke (1739).
Du flamand zuid « sud » + kerk « église ».

## Histoire

### Avant 1789
Zutkerque appartenait au pays de Bredenarde et son histoire se confond avec celle de celui-ci.
En 1174, Mathieu de Sutquerque assiste à une assemblée des barons du comté de Guînes, réunis par Baudouin II de Guînes, pour confirmer les donations faites à l'abbaye de Clairmarais.
Les comtes de Guînes avaient fondé à Sutquerque un marché, source de profit pour la paroisse du fait de la fréquentation accrue de la bourgade. Vers 1175, le comte de Guînes Baudouin II de Guînes le transfère à Audruicq.
En 1595, son église qui contenait dans le chœur des verrières avec les armes de la famille Daens est brûlée.

#### La Dame aux loups
La Dame aux loups  est le surnom donné à la baronne de Draëck. Native de Zutkerque, Marie-Cécile-Charlotte de Laurétan(1747-1823), épouse du baron de Draëck, gagne son surnom du fait de sa passion pour la chasse. Séparée de son mari, elle revient vivre à Zutkerque au château de Draëck et se consacre à la chasse au loup, principal prédateur de la région, dont les forêts d'Éperlecques et de Tournehem sont infestées. Elle va chasser dans toute la région jusqu'aux portes de Douai. Ce faisant, elle assouvit sa passion mais soulage également les villageois et éleveurs qui souffrent des ravages causés par les loups. Elle y gagne la reconnaissance générale ce qui lui vaut de ne pas être inquiétée outre mesure pendant la Révolution française, malgré son appartenance à la noblesse, y compris pendant la Terreur. On estime qu'elle a tué ou fait tuer de l'ordre de 700 à 800 loups.

### Après 1789
La commune a subi deux guerres mondiales et en a conservé les séquelles.

À titre d'exemple, en 1959, on a constaté sur la commune l'effondrement du sol dans un champ de betteraves. Du cratère sortaient des gaz qui s'enflammaient spontanément en formant des flammèches de 50 cm de hauteur. 
L'explication supposée est que des munitions au phosphore (ou des bidons de phosphore) ont été enterrées là durant ou après la Première Guerre mondiale.
Par arrêté préfectoral du 20 décembre 2016, la commune est détachée le 1er janvier 2017 de l'arrondissement de Saint-Omer pour intégrer l'arrondissement de Calais.
Le 18 juin 2019, un arrêté reconnaissant l'état de catastrophe naturelle sécheresse a été pris, pour onze communes du Pas-de-Calais, dont Zutkerque, afin que puisse avoir lieu l'indemnisation par les assurances des cas de maisons ou bâtiments fissurés à la suite du retrait-gonflement des argiles.

## Politique et administration

### Découpage territorial
La commune se trouve dans l'arrondissement de Calais du département du Pas-de-Calais.

#### Commune et intercommunalités
La commune est membre de la communauté de communes de la Région d'Audruicq.

#### Circonscriptions administratives
La commune est rattachée au canton de Marck.

#### Circonscriptions électorales
Pour l'élection des députés, la commune fait partie de la septième circonscription du Pas-de-Calais.

### Élections municipales et communautaires

#### Liste des maires
| Période     | Période                     | Identité           | Étiquette | Qualité                                                                    |
| ----------- | --------------------------- | ------------------ | --------- | -------------------------------------------------------------------------- |
| avant 1995  | 1995                        | Émile Bollart      |           |                                                                            |
| 1995        | 2001                        | Michel Courvoisier |           |                                                                            |
| 2001        | 2008                        | Amédé Ledoux       |           |                                                                            |
| 2008        | 30 mai 2020                 | Daniel Tacquet     | DVD       | Entrepreneur de travaux agricoles retraité Réélu pour le mandat 2014-2020, |
| 30 mai 2020 | En cours (au 17 avril 2022) | Daniel Duriez      |           | Ancienne profession intermédiaire,                                         |

### Autres élections

#### Élection présidentielle de 2012
Le résultat de l'élection présidentielle de 2012 dans la commune est le suivant :
| Candidat       | Candidat                    | Premier tour | Premier tour | Second tour | Second tour |
| Candidat       | Candidat                    | Voix         | %            | Voix        | %           |
| -------------- | --------------------------- | ------------ | ------------ | ----------- | ----------- |
|                | Eva Joly (EÉLV)             | 7            | 0,64         |             |             |
|                | Marine Le Pen (FN)          | 287          | 26,43        |             |             |
|                | Nicolas Sarkozy (UMP)       | 270          | 24,86        | 502         | 49,22       |
|                | Jean-Luc Mélenchon (FG)     | 103          | 9,48         |             |             |
|                | Philippe Poutou (NPA)       | 14           | 1,29         |             |             |
|                | Nathalie Arthaud (LO)       | 15           | 1,38         |             |             |
|                | Jacques Cheminade (SP)      | 3            | 0,28         |             |             |
|                | François Bayrou (MoDem)     | 83           | 7,64         |             |             |
|                | Nicolas Dupont-Aignan (DLR) | 23           | 2,12         |             |             |
|                | François Hollande (PS)      | 281          | 25,87        | 518         | 50,78       |
|                |                             |              |              |             |             |
| Inscrits       | Inscrits                    | 1360         | 100,00       | 1360        | 100,00      |
| Abstentions    | Abstentions                 | 251          | 18,46        | 266         | 19,56       |
| Votants        | Votants                     | 1109         | 81,54        | 1094        | 80,44       |
| Blancs et nuls | Blancs et nuls              | 23           | 2,07         | 74          | 6,76        |
| Exprimés       | Exprimés                    | 1086         | 97,93        | 1020        | 93,24       |

#### Élection présidentielle de 2017
Le résultat de l'élection présidentielle de 2017 dans la commune est le suivant :
| Candidat    | Candidat                    | Premier tour | Premier tour | Deuxième tour | Deuxième tour |  |
| Candidat    | Candidat                    | %            | Voix         | %             | Voix          |  |
| ----------- | --------------------------- | ------------ | ------------ | ------------- | ------------- |  |
|             | Nicolas Dupont-Aignan (DLF) | 8,80         | 92           |               |               |  |
|             | Marine Le Pen (FN)          | 38,28        | 400          | 56,96         | 544           |  |
|             | Emmanuel Macron (EM)        | 16,08        | 168          | 43,04         | 411           |  |
|             | Benoît Hamon (PS)           | 3,25         | 34           |               |               |  |
|             | Nathalie Arthaud (LO)       | 0,86         | 9            |               |               |  |
|             | Philippe Poutou (NPA)       | 0,10         | 1            |               |               |  |
|             | Jacques Cheminade (SP)      | 0,10         | 1            |               |               |  |
|             | Jean Lassalle (RES)         | 0,29         | 3            |               |               |  |
|             | Jean-Luc Mélenchon (LFI)    | 14,35        | 150          |               |               |  |
|             | François Asselineau (UPR)   | 0,48         | 5            |               |               |  |
|             | François Fillon (LR)        | 17,42        | 182          |               |               |  |
|             |                             |              |              |               |               |  |
| Inscrits    | Inscrits                    | 1 362        | 100,00       | 1 362         | 100,00        |  |
| Abstentions | Abstentions                 | 285          | 20,93        | 290           | 21,29         |  |
| Votants     | Votants                     | 1 077        | 79,07        | 1 072         | 78,71         |  |
| Blancs      | Blancs                      | 23           | 2,14         | 82            | 7,65          |  |
| Nuls        | Nuls                        | 9            | 0,84         | 35            | 3,26          |  |
| Exprimés    | Exprimés                    | 1 045        | 97,03        | 955           | 89,09         |  |

## Population et société

### Démographie

#### Évolution démographique
L'évolution du nombre d'habitants est connue à travers les recensements de la population effectués dans la commune depuis 1793. Pour les communes de moins de 10 000 habitants, une enquête de recensement portant sur toute la population est réalisée tous les cinq ans, les populations de référence des années intermédiaires étant quant à elles estimées par interpolation ou extrapolation. Pour la commune, le premier recensement exhaustif entrant dans le cadre du nouveau dispositif a été réalisé en 2006.

En 2022, la commune comptait 1 795 habitants, en évolution de +3,04 % par rapport à 2016 (Pas-de-Calais : −0,72 %, France hors Mayotte : +2,11 %).
| 1793  | 1800  | 1806  | 1821  | 1831  | 1836  | 1841  | 1846  | 1851  |
| ----- | ----- | ----- | ----- | ----- | ----- | ----- | ----- | ----- |
| 1 364 | 1 544 | 1 631 | 1 894 | 1 862 | 1 814 | 1 773 | 1 795 | 1 778 |

| 1856  | 1861  | 1866  | 1872  | 1876  | 1881  | 1886  | 1891  | 1896  |
| ----- | ----- | ----- | ----- | ----- | ----- | ----- | ----- | ----- |
| 1 735 | 1 705 | 1 680 | 1 663 | 1 609 | 1 585 | 1 619 | 1 591 | 1 617 |

| 1901  | 1906  | 1911  | 1921  | 1926  | 1931  | 1936  | 1946  | 1954  |
| ----- | ----- | ----- | ----- | ----- | ----- | ----- | ----- | ----- |
| 1 606 | 1 650 | 1 606 | 1 368 | 1 456 | 1 426 | 1 454 | 1 383 | 1 299 |

| 1962  | 1968  | 1975  | 1982  | 1990  | 1999  | 2006  | 2011  | 2016  |
| ----- | ----- | ----- | ----- | ----- | ----- | ----- | ----- | ----- |
| 1 291 | 1 293 | 1 308 | 1 553 | 1 723 | 1 713 | 1 715 | 1 716 | 1 742 |

| 2021  | 2022  | - | - | - | - | - | - | - |
| ----- | ----- | - | - | - | - | - | - | - |
| 1 791 | 1 795 | - | - | - | - | - | - | - |

#### Pyramide des âges
En 2018, le taux de personnes d'un âge inférieur à 30 ans s'élève à 37,3 %, soit au-dessus de la moyenne départementale (36,7 %). À l'inverse, le taux de personnes d'âge supérieur à 60 ans est de 22,3 % la même année, alors qu'il est de 24,9 % au niveau départemental.
En 2018, la commune comptait 913 hommes pour 860 femmes, soit un taux de 51,49 % d'hommes, largement supérieur au taux départemental (48,50 %).
Les pyramides des âges de la commune et du département s'établissent comme suit.
| Hommes | Classe d’âge | Femmes |
| ------ | ------------ | ------ |
| 0,2    | 90 ou +      | 0,5    |
| 4,3    | 75-89 ans    | 7,6    |
| 16,0   | 60-74 ans    | 16,2   |
| 21,5   | 45-59 ans    | 22,2   |
| 17,8   | 30-44 ans    | 19,2   |
| 19,5   | 15-29 ans    | 17,5   |
| 20,7   | 0-14 ans     | 16,9   |

| Hommes | Classe d’âge | Femmes |
| ------ | ------------ | ------ |
| 0,5    | 90 ou +      | 1,6    |
| 5,6    | 75-89 ans    | 8,9    |
| 16,7   | 60-74 ans    | 18,1   |
| 20,2   | 45-59 ans    | 19,2   |
| 18,9   | 30-44 ans    | 18,1   |
| 18,2   | 15-29 ans    | 16,2   |
| 19,9   | 0-14 ans     | 17,9   |

## Culture locale et patrimoine

### Lieux et monuments
- Château de Draëck à Zutkerque.
- L'église Saint-Martin.
- Le monument aux morts.

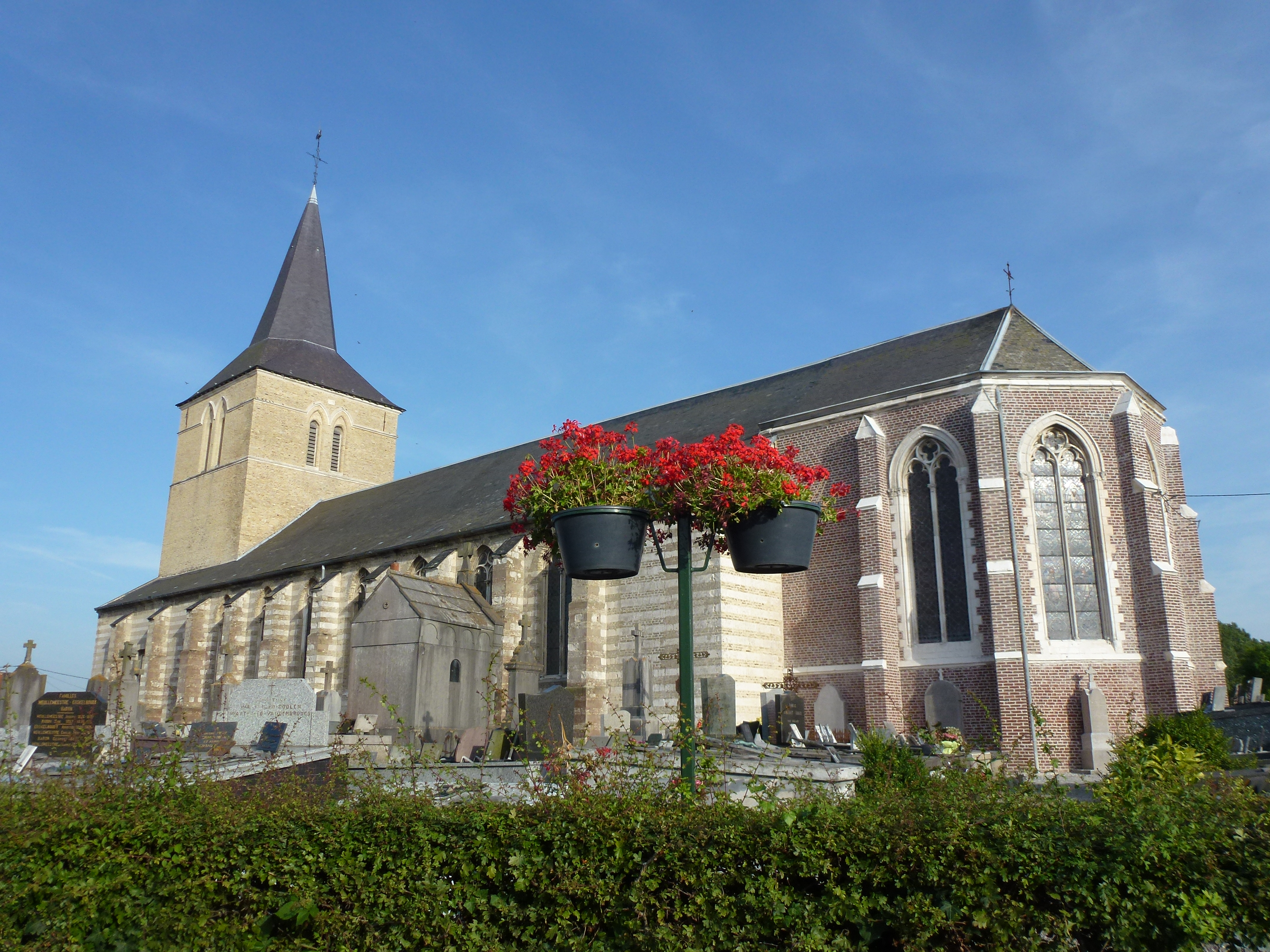
L'église.
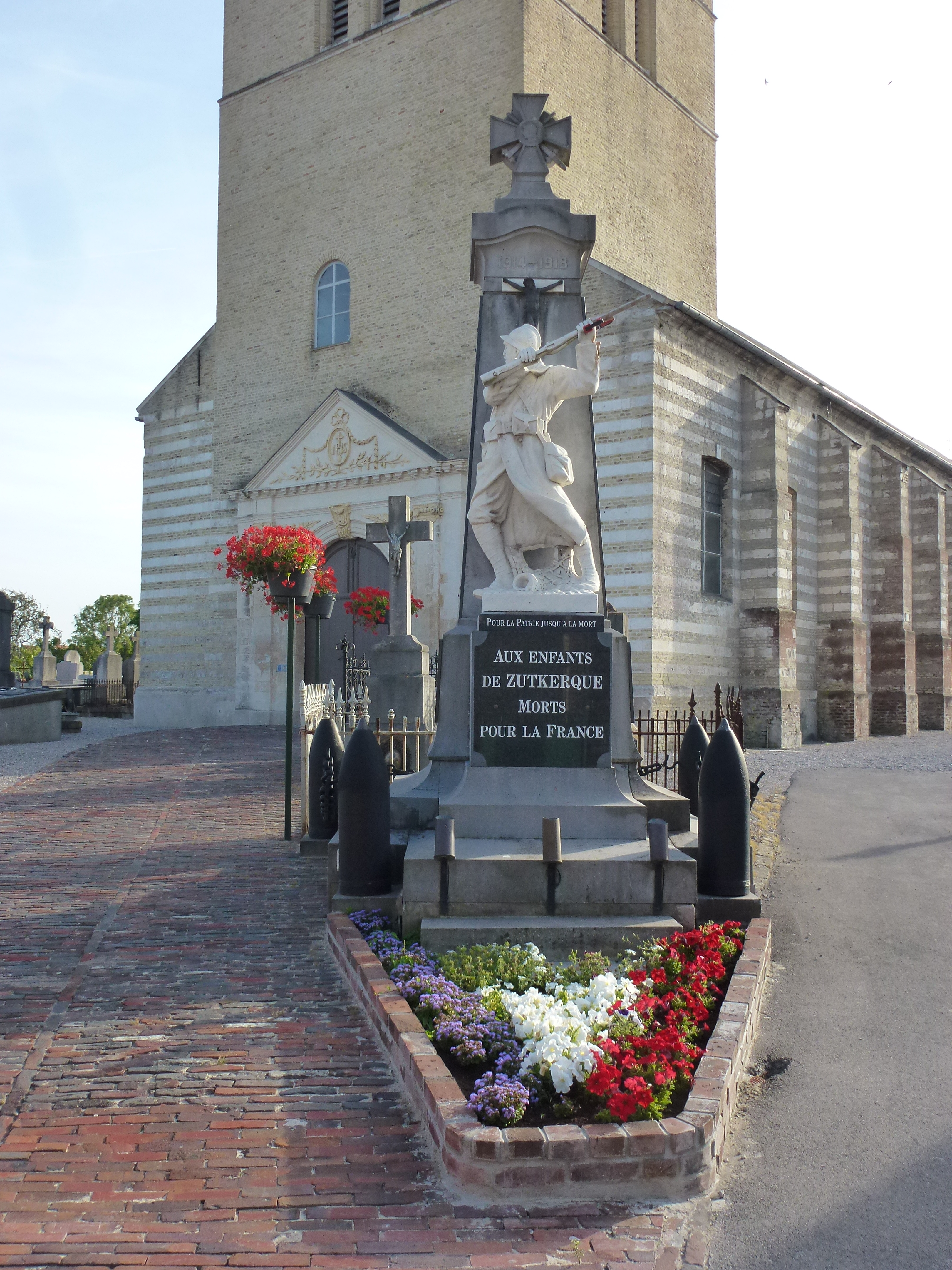
Le monument aux morts.

### Patrimoine culturel
Le géant « La Dame aux Loups », en souvenir de Marie-Cécile-Charlotte de Laurétan, baronne de Draëck, est inauguré le 30 juin 2012.

### Personnalités liées à la commune
- Marie-Cécile-Charlotte de Laurétan, baronne de Draëk (1747-1823),  surnommée La Dame aux Loups, née et morte à Zutkerque

### Héraldique
|  | Les armes de la commune se blasonnent ainsi : coupé au 1) d’or aux trois quintefeuilles d’azur rangées en chef, au 2) d’azur à la tête de loup arraché d’or. |

## Pour approfondir